# Hauseroplophora flagellata
Hauseroplophora flagellata är en kvalsterart som beskrevs av Sandór Mahunka 1987. Hauseroplophora flagellata ingår i släktet Hauseroplophora och familjen Protoplophoridae. Inga underarter finns listade i Catalogue of Life.